# Franse euromunten

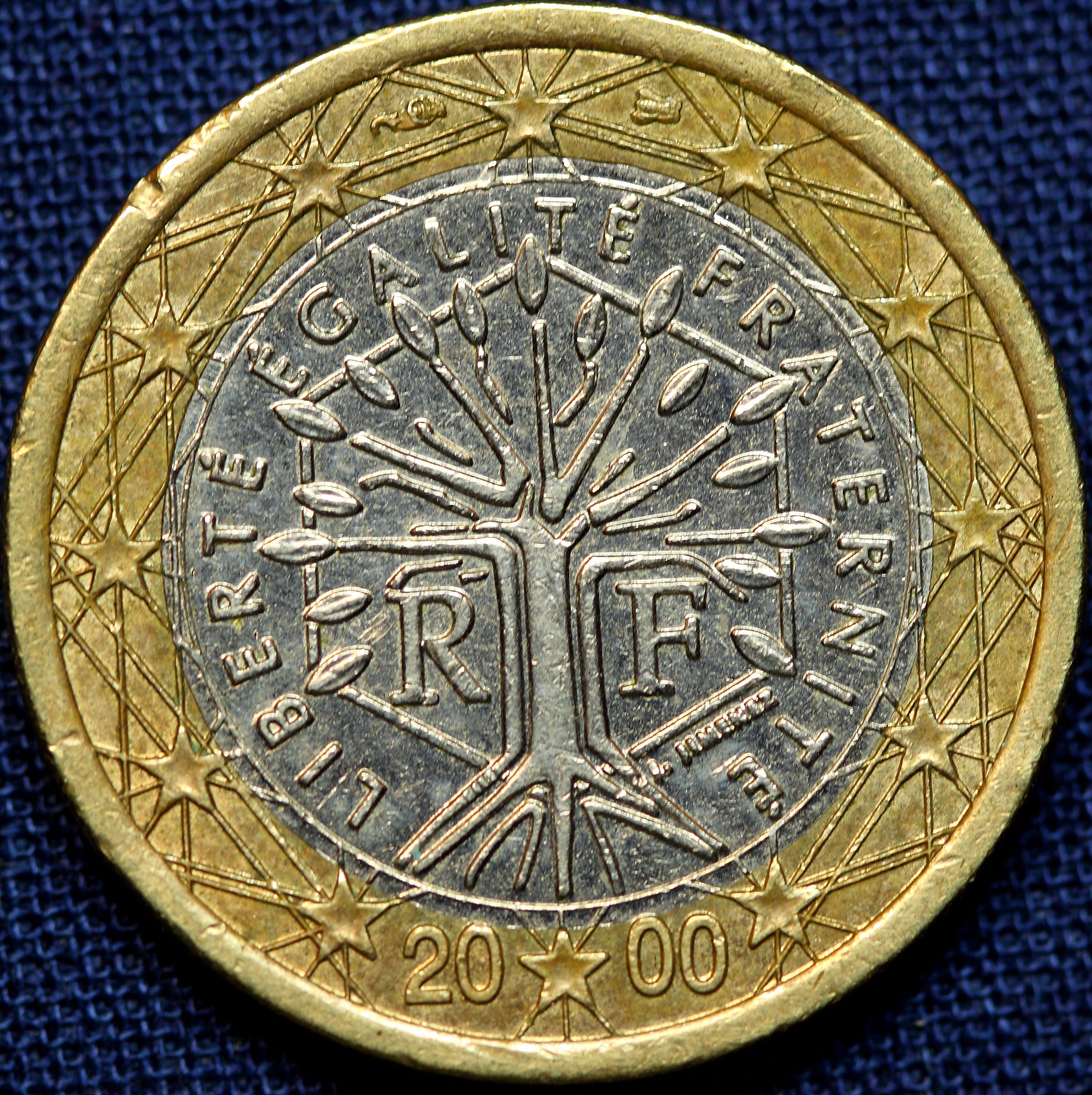

De Franse euromunten hebben drie verschillende ontwerpen voor de drie series. De serie van 1, 2 en 5 cent is ontworpen door Fabienne Courtiade, die van 10, 20 en 50 cent door Laurent Jorio, en die van € 1 en € 2 door Joaquim Jimenez. Alle ontwerpen tonen de twaalf sterren van de EU en het jaar waarin de munt geslagen werd. Deze munten tonen ook de letters 'RF', voor République Française (Franse Republiek). Ze worden geslagen door de Monnaie de Paris.

## Ontwerp

### Franse euromunten (1999-2021)
| € 0,01 | € 0,02 | € 0,05             |
| --- | --- | ------------------ |
| Marianne, een nationaal symbool van Frankrijk                                                                | |                    |
| € 0,10 | € 0,20 | € 0,50             |
| De zaaister, zij stond ook afgebeeld op de Franse 1 en 5 Frank                                               | |                    |
| € 1,00 | € 2,00 | Rand van €2-munten |
| Een gestileerde boom, omgeven door de Franse zeshoek met de Franse wapenspreuk: Liberté, égalité, fraternité | Een gestileerde boom, omgeven door de Franse zeshoek met de Franse wapenspreuk: Liberté, égalité, fraternité | drie keer herhaald |

### Franse euromunten (2022-2024)
In 2022 heeft Frankrijk zijn muntontwerp aangepast. Dit geldt echter alleen voor de €1- en €2-munten. Het nieuwe ontwerp ligt in het verlengde van de bestaande symboliek van de gewone 1- en 2-euromunten: de levensboom. Het nieuwe ontwerp is een combinatie van de twee soorten die het embleem van de republiek vormen: de eik, symbool van kracht en degelijkheid, en de olijfboom, symbool van vrede. De munten van € 0,01 t/m € 0,50 zijn onveranderd gebleven.
| € 0,01 | € 0,02 | € 0,05             |
| --- | --- | ------------------ |
| Marianne, een nationaal symbool van Frankrijk                                                                  | |                    |
| € 0,10 | € 0,20 | € 0,50             |
| De zaaister, zij stond ook afgebeeld op de Franse 1 en 5 Frank                                                 | |                    |
| € 1,00 | € 2,00 | Rand van €2-munten |
| De eik en de olijfboom, omgeven door de Franse zeshoek met de Franse wapenspreuk: Liberté, égalité, fraternité | De eik en de olijfboom, omgeven door de Franse zeshoek met de Franse wapenspreuk: Liberté, égalité, fraternité | drie keer herhaald |

### Franse euromunten (2024-heden)
In 2024 heeft Frankrijk zijn muntontwerp aangepast. Dit geldt echter alleen voor de munten van 10, 20 en 50 cent. Die munten tonen Simone Veil, Josephine Baker en Marie Curie. De eerste 27 miljoen munten die geslagen werden, moesten vernietigd worden omdat ze niet voldeden aan de EU-normen (de sterren waren niet zichtbaar genoeg). 
| € 0,01 | € 0,02 | € 0,05             |
| --- | --- | ------------------ |
| Marianne, een nationaal symbool van Frankrijk | |                    |
| € 0,10 | € 0,20 | € 0,50             |
| Simone Veil, Josephine Baker, Marie Curie (in het klein: de zaaister, zij stond ook afgebeeld op de Franse 1 en 5 Frank, en op de vroegere munten van 10, 20 en 50 cent) | |                    |
| € 1,00 | € 2,00 | Rand van €2-munten |
| De eik en de olijfboom, omgeven door de Franse zeshoek met de Franse wapenspreuk: Liberté, égalité, fraternité                                                           | De eik en de olijfboom, omgeven door de Franse zeshoek met de Franse wapenspreuk: Liberté, égalité, fraternité | drie keer herhaald |

## Herdenkingsmunten van € 2
Frankrijk heeft vanaf 2021 tot en met 2024 jaarlijks een nationale 2 euro-herdenkingsmunt uitgegeven met de Olympische Zomerspelen van 2024 in Parijs als thema. 
- Herdenkingsmunt van 2007: Gemeenschappelijke uitgifte naar aanleiding van de 50ste verjaardag van het Verdrag van Rome
- Herdenkingsmunt van 2008: Voorzitterschap Europese Unie
- Herdenkingsmunt van 2009: Gemeenschappelijke uitgifte naar aanleiding van de 10de verjaardag van de Europese Economische en Monetaire Unie
- Herdenkingsmunt van 2010: 70ste verjaardag van het appèl van Generaal Charles de Gaulle op 18 juni 1940
- Herdenkingsmunt van 2011: 30 jaar Fête de la Musique
- Herdenkingsmunt van 2012: Gemeenschappelijke uitgifte naar aanleiding van de 10de verjaardag van de invoering van de euro
- Herdenkingsmunt van 2012: 100ste geboortedag van L'Abbé Pierre
- Herdenkingsmunt van 2013: Gemeenschappelijke uitgifte met Duitsland naar aanleiding van 50 jaar Frans-Duits vriendschapsverdrag (Élysée-verdrag)
- Herdenkingsmunt van 2013: 150ste geboortedag van Pierre de Coubertin
- Herdenkingsmunt van 2014: 70ste verjaardag van D-Day
- Herdenkingsmunt van 2014: Wereldaidsdag 2014
- Herdenkingsmunt van 2015: 70 jaar vrede in Europa
- Herdenkingsmunt van 2015: 225ste verjaardag van het feest van de Franse federatie
- Herdenkingsmunt van 2015: Gemeenschappelijke uitgifte naar aanleiding van het 30-jarig bestaan van de Europese vlag
- Herdenkingsmunt van 2016: EK voetbal 2016 in Frankrijk
- Herdenkingsmunt van 2016: 100ste geboortedag en 20ste sterfdag van François Mitterrand
- Herdenkingsmunt van 2017: 100ste sterfdag van Auguste Rodin
- Herdenkingsmunt van 2017: 25ste verjaardag van de Pink Ribbon - De strijd tegen borstkanker
- Herdenkingsmunt van 2018: Korenbloem („Bleuet de France”)
- Herdenkingsmunt van 2018: Simone Veil
- Herdenkingsmunt van 2019: 60ste verjaardag van de eerste publicatie van Asterix
- Herdenkingsmunt van 2019: Gemeenschappelijke uitgifte met Duitsland naar aanleiding van de 30ste verjaardag van de val van de Berlijnse Muur
- Herdenkingsmunt van 2020: Charles de Gaulle, 130ste geboortedag, 50ste sterfdag en 80ste verjaardag van het appèl op 18 juni 1940
- Herdenkingsmunt van 2020: Medisch onderzoek
- Herdenkingsmunt van 2021: 75-jarig bestaan van de UNICEF
- Herdenkingsmunt van 2021: Marianne en het hardlopen - Eiffeltoren
- Herdenkingsmunt van 2022: 20ste verjaardag van de omschakeling naar de euro en 90ste geboortedag van Jacques Chirac
- Herdenkingsmunt van 2022: Gemeenschappelijke uitgifte naar aanleiding van het 35-jarig bestaan van het ERASMUS-programma
- Herdenkingsmunt van 2022: Genius en het discuswerpen - Arc de Triomphe
- Herdenkingsmunt van 2023: De zaaister en de pugilistiek – Pont Neuf
- Herdenkingsmunt van 2023: Wereldkampioenschap rugby 2023 in Frankrijk
- Herdenkingsmunt van 2024: Hercules en het worstelen - Notre-Dame
- Herdenkingsmunt van 2024: Olympische en Paralympische Spelen van 2024 in Parijs
- Herdenkingsmunt van 2025: Het Louvre